# Коттён
Коттён (фр. Cottun) — коммуна во Франции, находится в регионе Нижняя Нормандия. Департамент коммуны — Кальвадос. Входит в состав кантона Бейё. Округ коммуны — Байё.
Код INSEE коммуны — 14184.

## Население
Население коммуны на 2010 год составляло 181 человек.
| 1962 | 1968 | 1975 | 1982 | 1990 | 1999 | 2010 |
| ---- | ---- | ---- | ---- | ---- | ---- | ---- |
| 101  | 89   | 119  | 193  | 175  | 183  | 181  |

## Экономика
В 2010 году среди 120 человек трудоспособного возраста (15—64 лет) 76 были экономически активными, 44 — неактивными (показатель активности — 63,3 %, в 1999 году было 81,2 %). Из 76 активных жителей работали 71 человек (36 мужчин и 35 женщин), безработных было 5 (0 мужчин и 5 женщин). Среди 44 неактивных 8 человек были учениками или студентами, 32 — пенсионерами, 4 были неактивными по другим причинам.